# La Ladrillera, Malinalco
La Ladrillera är en ort i kommunen Malinalco i delstaten Mexiko i Mexiko. Samhället hade 881 invånare vid folkräkningen år 2020.